# 総社市まちかど郷土館
総社市まちかど郷土館（そうじゃしまちかどきょうどかん）は、岡山県総社市にある郷土博物館。1910年（明治43年）に総社警察署として建てられた、総社市内に残る唯一の明治洋風建築である。

## 概要
1988年（昭和63年）8月に郷土館として開館。
主な展示物はかつて総社市でさかんに作られた備中売薬、その他阿曽の鉱物、イ草関係と明治時代を中心とした伝統産業の資料など、あわせて約1600点の展示物が陳列されている。
1959年（昭和34年）に総社警察署が移転した後、取り壊す予定だったが改築し、1988年（昭和63年）に総社市まちかど郷土館としてよみがえった。
2006年（平成18年）3月に国の登録有形文化財に登録されている。

## 沿革
- 1910年（明治43年）- 総社警察署として建てられる。真金警察署から総社警察署「本署」が移転し事務を取り扱う[2][4]。
- 1984年（昭和59年）- 警察署移転後、旧警察庁舎の保存活用における継続審査始まる。
- 1985年（昭和60年）- 総社市が旧総社警察署を取得する。
- 1987年（昭和62年）- 総社市まちかど郷土館として新装改修が行われる。
- 1988年（昭和63年）- 総社市まちかど郷土館の開館式が行われる。
- 2006年（平成18年）- 登録有形文化財に登録。

## 建築
花崗岩の布基礎（土台）の上にレンガ積みとした木造二階建て、寄棟造の桟瓦ぶき、八角形状の塔屋風の入り口が特徴である。

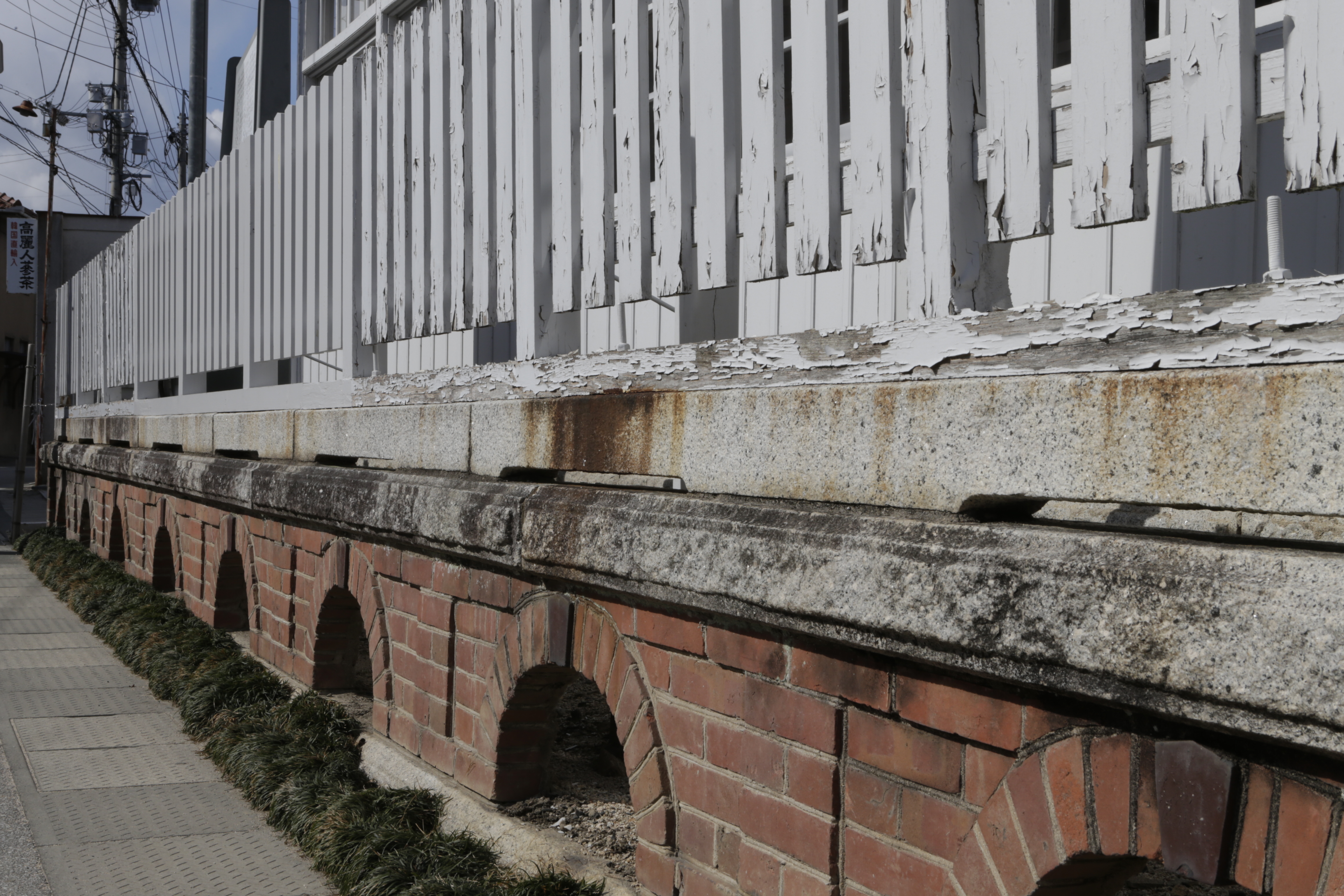
花崗岩の布基礎
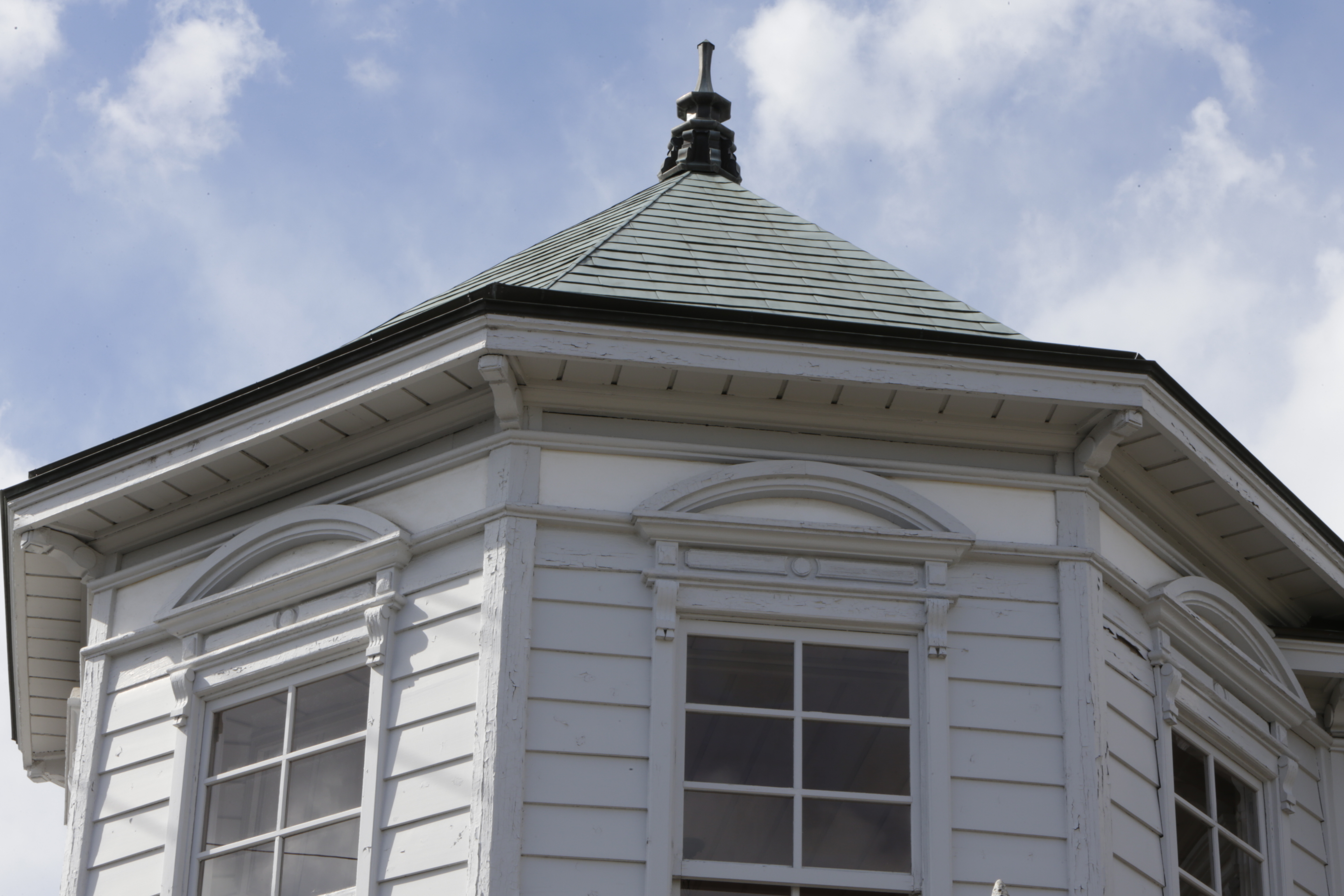
八角系の塔屋

## 展示内容
1階は総社市内の観光名所、歴史を写真、ビデオなどで紹介する歴史コーナーや古民具コーナーで2階にはかつて総社市でさかんにつくられた備中売薬、阿曽の鋳物、イ草、畳表製品などの明治から昭和に盛えた総社の主要産業など、あわせて約1600点の展示物が詳しい説明入りで展示されている。

## 利用情報
開館時間
午前9時から午後5時まで
休館日　
月曜日(祝日の場合、その翌日)と年末年始(12月29日から1月3日まで)　　
入館料
無料　　

## 交通アクセス
所在地
〒719-1126総社市総社2丁目17-33
駐車場
3台（事前に問い合わせが必要）
交通
- JR吉備線（桃太郎線）
  - 東総社駅
    - 南東へ徒歩5分

  - 総社駅
    - 東へ自動車10分、徒歩25分

## 周辺情報
まちかど郷土館は商店街通りの一角にあり、商店街沿いには旧家や豪商の屋敷跡が点在し、往時を偲ぶことができる。また、小さな公園が整備され市民の憩いの場となっている。さらにまちかど郷土館の裏には備中国の神々を一同に祭った備中国総社宮がある。

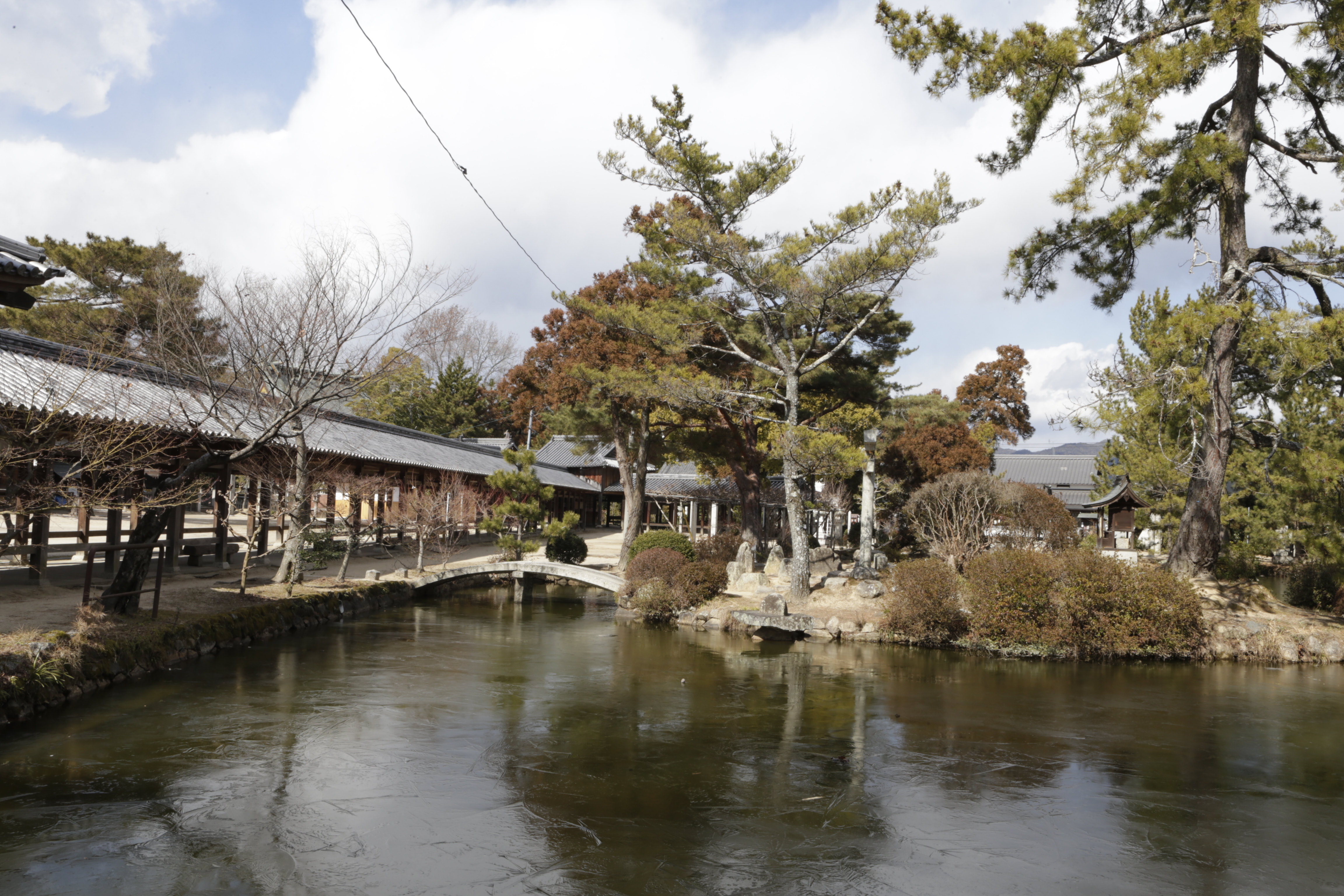
備中国総社宮三島式庭園
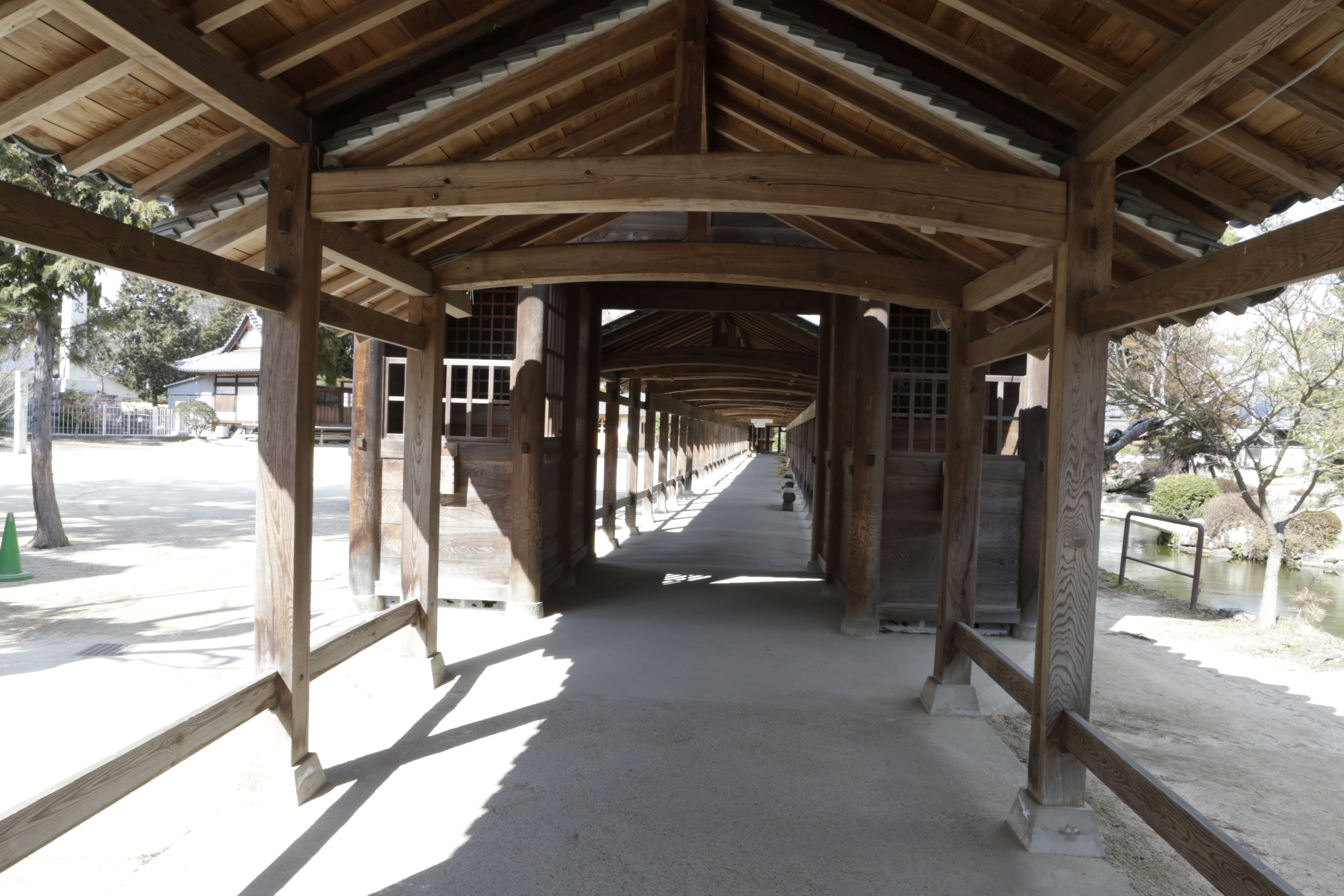
備中国総社宮回廊
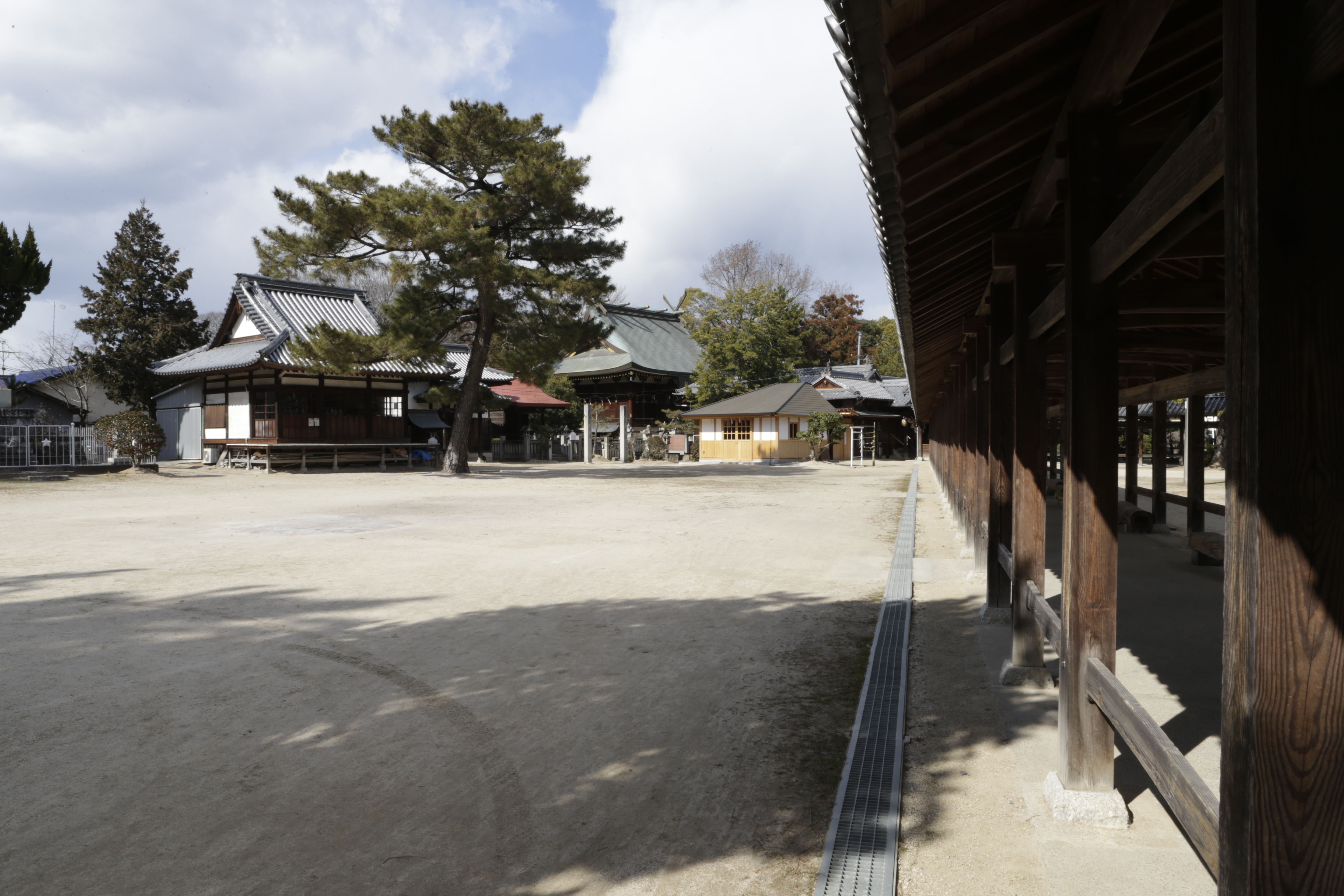
備中国総社宮本殿
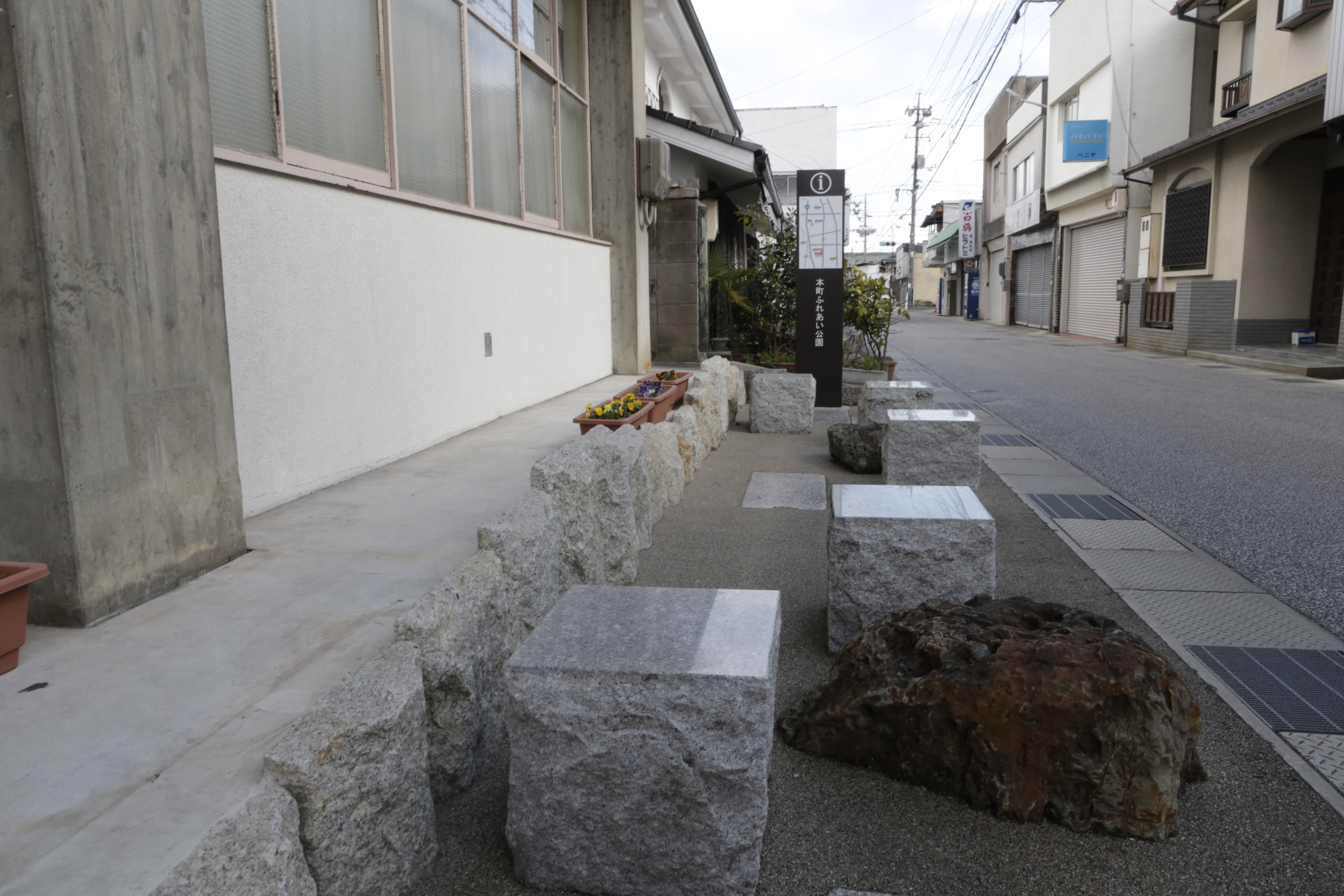
本町ふれあい公園
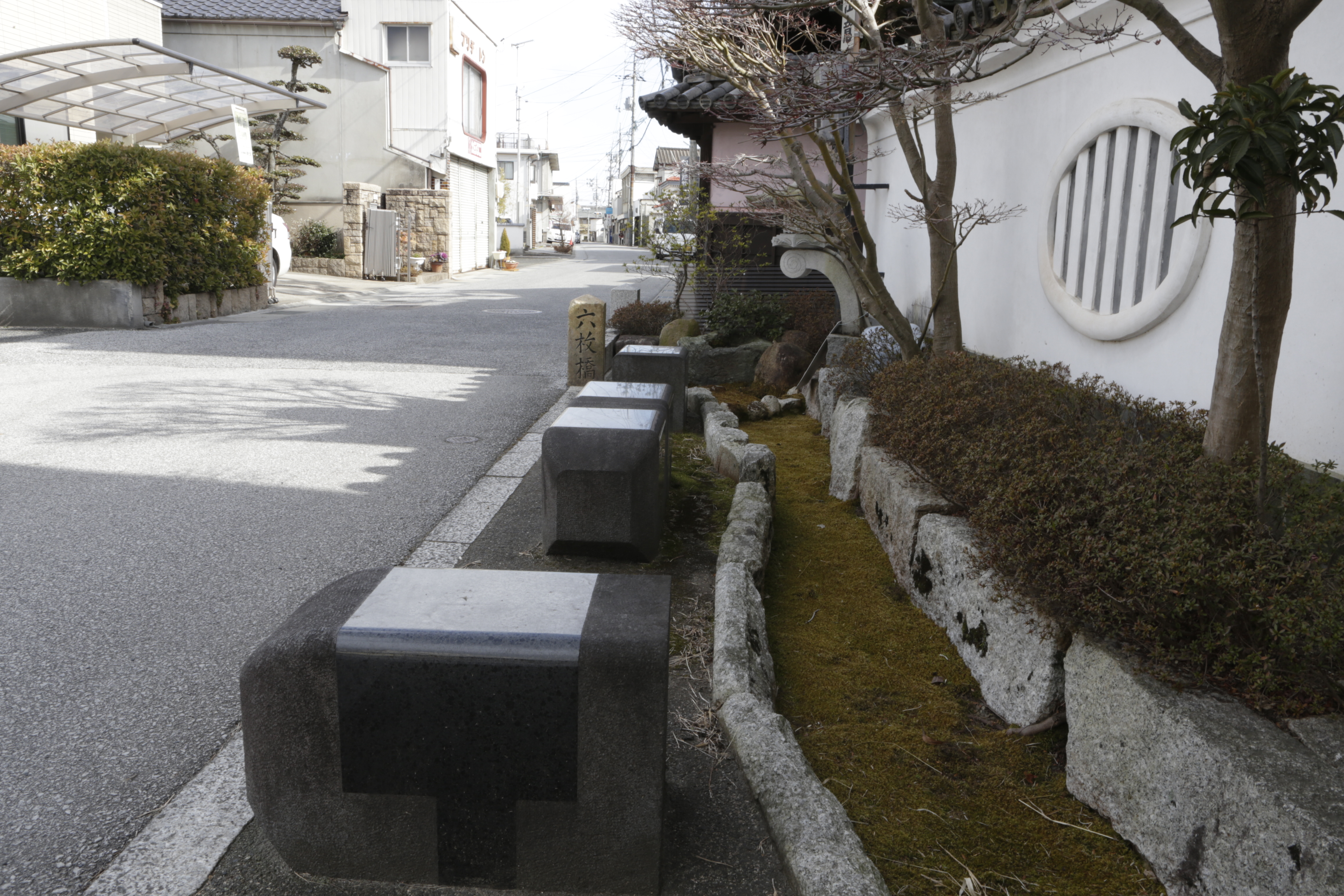
六枚橋小公園
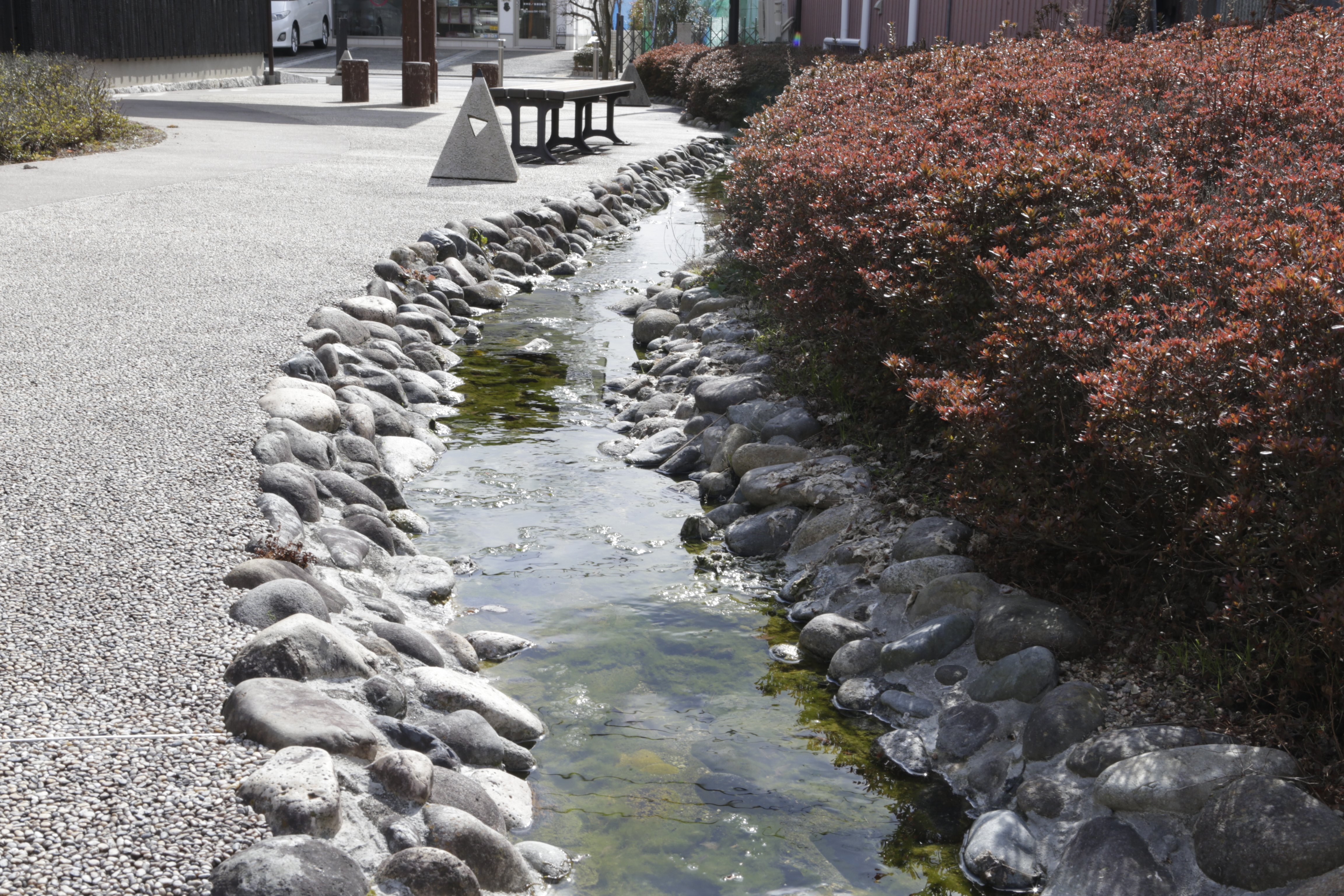
田町小公園